# Barrage Hooker
 (mars 2017).

Le barrage Hooker est un ouvrage situé entre le Godmanchester et Elgin au Québec, à proximité de la frontière avec les États-Unis.
Il est un barrage hydro-électrique dont l'énergie sert à alimenter en partie la fonderie Hooker, située dans la municipalité d'Elgin.
Le Commission de toponymie du Québec n'a pas encore officialisé le nom du barrage.